# Ammandra
Ammandra O. F. Cook é um género botânico pertencente à família Arecaceae.

## Espécies
Apresenta três espécies:
- Ammandra dasyneura
- Ammandra decasperma
- Ammandra natalia